# Сант'Онофрио (Вибо Валенција)
Сант'Онофрио (итал. Sant'Onofrio) је насеље у Италији у округу Вибо Валенција, региону Калабрија.
Према процени из 2011. у насељу је живело 2491 становника. Насеље се налази на надморској висини од 358 м.

## Становништво
Према резултатима пописа становништва 2011. у општини је живело 3.148 становника.
| 1931. | 1936. | 1951. | 1961. | 1971. | 1981. | 1991. | 2001. | 2011. |
| ----- | ----- | ----- | ----- | ----- | ----- | ----- | ----- | ----- |
| 4.356 | 4.432 | 5.069 | 4.842 | 4.044 | 3.620 | 3.955 | 3.238 | 3.148 |